# アンデシン
アンデシン(Andesine)は、斜長石 長石の固溶体の一種であるケイ酸塩鉱物である。化学式は（Ca 、Na）（Al、Si）4O8であり、Ca/（Ca+Na）比（灰長石比）は30〜50パーセント。式をNa0.7-0.5Ca0.3-0.5Al1.3-1.5Si 2.7-2.5O8のように書くことができる。

斜長石長石は連続した固溶体であるため、個々の種別を正確に識別するには、詳細な光学鉱物学的分析、化学分析、または密度測定が必要となる。屈折率と比重はカルシウム含有量とともに直接増加する。
宝石として扱われることもある。

## 名前と発見
アンデシンは、1841年に、コロンビアのチョコ県カウカ、マルマトにある、マルマト鉱山で最初に報告された。 それらの山には安山岩（アンデサイト）溶岩が豊富にあることから、その名はアンデスにちなんで名付けられた。
2000年代初頭、赤と緑の宝石が「アンデシン」の名前で販売され始めた。いくつかの論争の後、これらの宝石は人工的に着色されていることが判明した。

## 生成
アンデシンは、閃緑岩、閃長岩、安山岩などの中間火成岩で生成される。これは、グラニュライトから角閃岩相の変成岩で特徴的に生成され、一般にアンチパーサイト紋様を示す。また、堆積岩のデトリタスとしても生成される。一般的に石英、カリウム長石、黒雲母、普通角閃石、磁鉄鉱と共生している。 